# فالیووکا
فالیووکا (به لهستانی:  Falejówka) یک روستا در لهستان است که در گمینا سانوک واقع شده‌است. فالیووکا  ۶۰۰ نفر جمعیت دارد.